# Élections municipales de 1965 à Québec
Les élections municipales de 1965 à Québec se sont déroulées le 14 novembre 1965.

## Résultats

### Mairie
| Candidat          | Parti                        | Voix   | Pourcentage | Sièges au Conseil municipal |
| ----------------- | ---------------------------- | ------ | ----------- | --------------------------- |
| Gilles Lamontagne | Parti civique                | 29 608 | 45,09 %     | 9 / 12                      |
| Isidore Deschênes | Indépendant                  | 23 221 | 35,36 %     |                             |
| Raymond Cossette  | Parti de l'Action municipale | 12 834 | 19,55 %     | 1 / 12                      |
| Autres            | Autres                       | Autres | Autres      | 2 / 12                      |

### Districts électoraux

#### Limoilou
| Candidat | Candidat         | Parti                        | Voix   | Pourcentage |
| -------- | ---------------- | ---------------------------- | ------ | ----------- |
|          | Jos.-G. Coulombe | Progrès civique              | 11 908 | 46,37 %     |
|          | C.-J. Bédard     | Parti de l'Action municipale | 7 496  | 29,19 %     |
|          | Noël Samson      | Indépendant                  | 6 274  | 24,43 %     |
| Total    | Total            | Total                        | 25 678 | 100 %       |

| Candidat | Candidat       | Parti                        | Voix   | Pourcentage |
| -------- | -------------- | ---------------------------- | ------ | ----------- |
|          | J.-A. Charland | Progrès civique              | 13 339 | 52,27 %     |
|          | M. Labadie     | Indépendant                  | 6 238  | 24,45 %     |
|          | M. Rouleau     | Parti de l'Action municipale | 5 940  | 23,28 %     |
| Total    | Total          | Total                        | 25 517 | 100 %       |

| Candidat | Candidat          | Parti                        | Voix   | Pourcentage |
| -------- | ----------------- | ---------------------------- | ------ | ----------- |
|          | Médéric Robichaud | Indépendant                  | 12 059 | 46,67 %     |
|          | B. Marier         | Progrès civique              | 10 201 | 39,48 %     |
|          | H. Jobin          | Parti de l'Action municipale | 3 578  | 13,85 %     |
| Total    | Total             | Total                        | 25 838 | 100 %       |

| Candidat | Candidat        | Parti                        | Voix   | Pourcentage |
| -------- | --------------- | ---------------------------- | ------ | ----------- |
|          | Armand Trottier | Progrès civique              | 18 638 | 73,29 %     |
|          | F. Lafrenière   | Parti de l'Action municipale | 6 791  | 26,71 %     |
| Total    | Total           | Total                        | 25 429 | 100 %       |

#### Saint-Roch-Saint-Sauveur
| Candidat | Candidat        | Parti                        | Voix   | Pourcentage |
| -------- | --------------- | ---------------------------- | ------ | ----------- |
|          | Gérard Moisan   | Progrès civique              | 9 325  | 50,73 %     |
|          | Gaston Flibotte | Indépendant                  | 4 809  | 26,16 %     |
|          | C. Bernier      | Parti de l'Action municipale | 4 248  | 23,11 %     |
| Total    | Total           | Total                        | 18 382 | 100 %       |

| Candidat | Candidat                | Parti                        | Voix   | Pourcentage |
| -------- | ----------------------- | ---------------------------- | ------ | ----------- |
|          | Charles-Édouard Morency | Parti de l'Action municipale | 9 535  | 52,28 %     |
|          | F. Leclerc              | Progrès civique              | 6 160  | 33,78 %     |
|          | M. Robitaille           | Indépendant                  | 2 542  | 13,94 %     |
| Total    | Total                   | Total                        | 18 237 | 100 %       |

| Candidat | Candidat      | Parti                        | Voix   | Pourcentage |
| -------- | ------------- | ---------------------------- | ------ | ----------- |
|          | Jules Morency | Indépendant                  | 6 951  | 38,21 %     |
|          | P. Roger      | Progrès civique              | 6 420  | 35,29 %     |
|          | F. Lafrance   | Parti de l'Action municipale | 4 822  | 26,5 %      |
| Total    | Total         | Total                        | 18 193 | 100 %       |

| Candidat | Candidat   | Parti                        | Voix   | Pourcentage |
| -------- | ---------- | ---------------------------- | ------ | ----------- |
|          | Alfred Roy | Progrès civique              | 7 842  | 42,95 %     |
|          | M. Laroche | Indépendant                  | 6 140  | 33,63 %     |
|          | J. Careau  | Parti de l'Action municipale | 4 275  | 23,42 %     |
| Total    | Total      | Total                        | 18 257 | 100 %       |

#### Champlain
| Candidat | Candidat         | Parti                        | Voix   | Pourcentage |
| -------- | ---------------- | ---------------------------- | ------ | ----------- |
|          | Émile Robitaille | Progrès civique              | 14 375 | 73,33 %     |
|          | Louis Bédard     | Parti de l'Action municipale | 5 229  | 26,67 %     |
| Total    | Total            | Total                        | 19 604 | 100 %       |

| Candidat | Candidat       | Parti                        | Voix   | Pourcentage |
| -------- | -------------- | ---------------------------- | ------ | ----------- |
|          | Olivier Samson | Progrès civique              | 14 036 | 71,95 %     |
|          | F.-G. Rouleau  | Parti de l'Action municipale | 5 473  | 28,05 %     |
| Total    | Total          | Total                        | 19 509 | 100 %       |

| Candidat | Candidat            | Parti                        | Voix   | Pourcentage |
| -------- | ------------------- | ---------------------------- | ------ | ----------- |
|          | Jules Blanchet      | Progrès civique              | 13 413 | 69,07 %     |
|          | Wilfrid Guillemette | Parti de l'Action municipale | 6 006  | 30,93 %     |
| Total    | Total               | Total                        | 19 419 | 100 %       |

| Candidat | Candidat          | Parti                        | Voix   | Pourcentage |
| -------- | ----------------- | ---------------------------- | ------ | ----------- |
|          | Rosaire Clermont  | Progrès civique              | 9 983  | 50,19 %     |
|          | J. Gauvin         | Parti de l'Action municipale | 5 057  | 25,42 %     |
|          | Emilien Boissinot | Indépendant                  | 4 851  | 24,39 %     |
| Total    | Total             | Total                        | 19 891 | 100 %       |